# Big Youth
Big Youth, pseudonimo di Manley Augustus Buchanan (Kingston, 19 aprile 1949), è un cantante e disc jockey giamaicano.
Negli anni settanta è stato uno dei maggiori esponenti dello stile toasting.

## Discografia
- Chi Chi Run – Fab 1972
- Screaming Target – Trojan 1973
- Reggae Phenomenon – Augustus Buchanen 1974
- Dreadlocks Dread – Klick 1975
- Cool Breeze – Ride Like Lightning – The Best of Big Youth 1972–1976
- Natty Cultural Dread – Trojan 1976
- Hit the Road Jack – Trojan 1976
- Reggae Gi Dem Dub – Nicola Delita 1978
- Isaiah First Prophet of Old – Nicola Delita, Caroline Records 1978
- Progress – Nicola Delita 1979
- Everyday Skank (The Best of Big Youth) – Trojan TRLS 189 1980
- Rock Holy – Negusa Negast 1980
- Some Great Big Youth – Heartbeat 1981
- Chanting Dread Inna Fine Style – Heartbeat 1982
- Live at Reggae Sunsplash – Genes 1983
- A Luta Continua – Heartbeat 1985
- Manifestation – Heartbeat 1988
- Jamming in the House of Dread – Danceteria 1991
- Higher Grounds – JR, VP Records 1995
- Save the children – Declic 1995
- Natty Universal Dread 1973–1979 – Blood & Fire 2000
- Musicology – Steven Stanley's studios (Tuff Gong) 2006
- No Jestering-Strictly Sensi Music (with Sista Sensi) 2016